# Nedašova Lhota

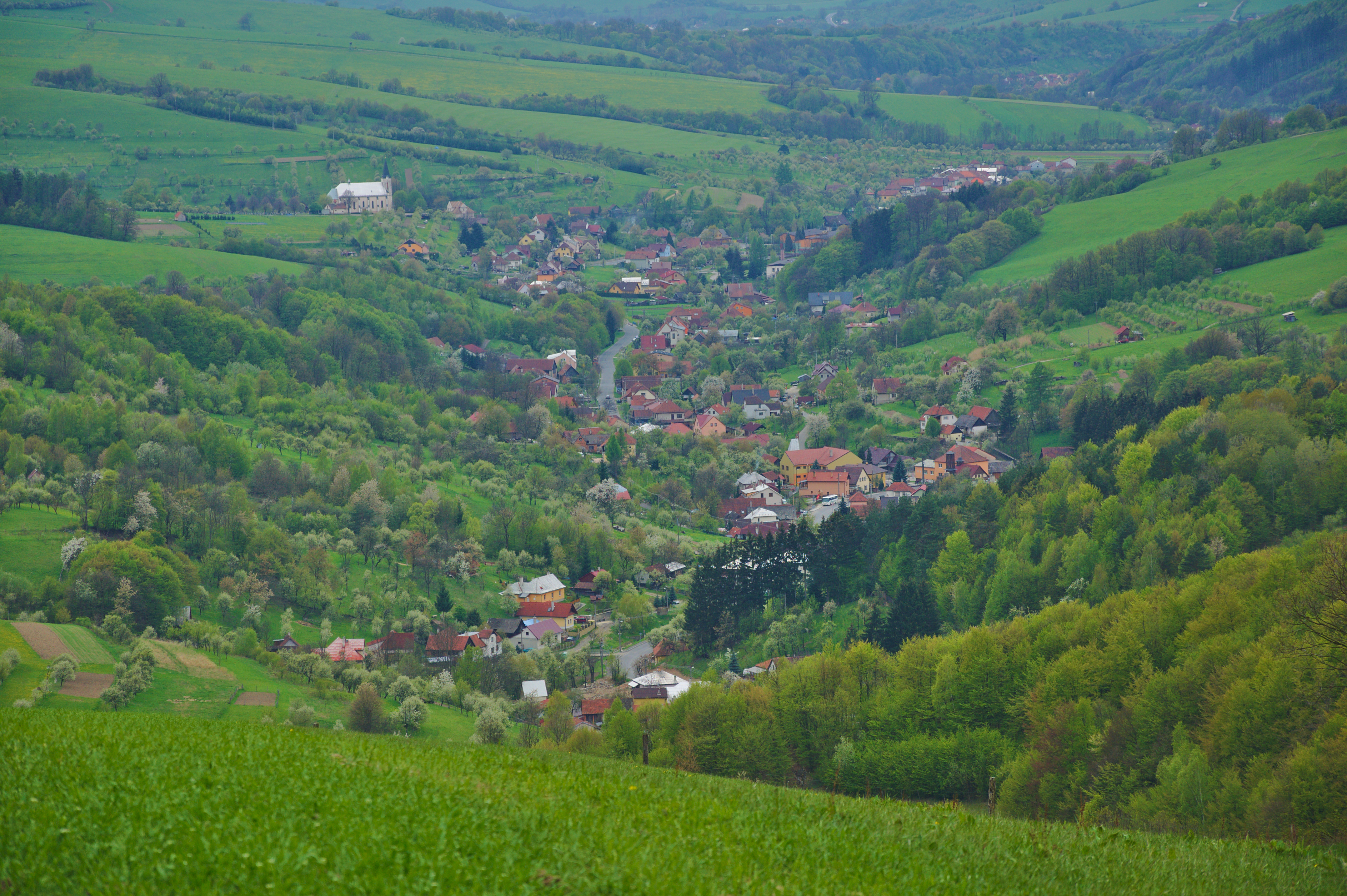
Nedašova Lhota

Nedašova Lhota (deutsch Nedaschowa Lhotta, 1939–1945 Nedasch Lhota) ist eine Gemeinde in Tschechien. Sie liegt sechs Kilometer nordöstlich von Brumov-Bylnice und gehört zum Okres Zlín.

## Geographie
Nedašova Lhota befindet sich im Norden der Weißen Karpaten auf dem Gebiet des Naturparks CHKO Bílé Karpaty. Das Dorf erstreckt sich an der Grenze zur Slowakei im Tal des Baches Nedašovka und ihres Zuflusses Říčka. Nördlich erheben sich die Černá hora (664 m), Maliník (572 m), Pasecké Lazy (645 m), Požár (791 m) und Končitá (817 m), im Nordosten die Krivá Tuchyňa (711 m) und Hromádková (761 m), östlich die Vysočká (659 m), Strošov (893 m) und Kobylinec (911 m), im Südosten der Kaňúr (791 m) und Kosák (766 m), südlich die Průklesy (835 m), Holý vrch (830 m) und Kršlisko (732 m) sowie im Westen die Vrchy (632 m) und Polomy (659 m).
Nachbarorte sind Študlov, Měříčka und Radošín im Norden, Paseky, Zápechová, Majere und Zubák im Nordosten, Nebrová und Lednica im Osten, Trokanovo und Červený Kameň im Südosten, Lapač, Přítěž, Na Salaši, Na Kopanicách, Dúbrava und Nedašov im Süden, Stráně und Návojná im Südwesten, Vlčí Potok und Na Podskalí im Westen sowie Valašské Klobouky, Poteč und Valašské Příkazy im Nordwesten.

## Geschichte
Die erste schriftliche Erwähnung des Dorfes erfolgte 1503 in der Landtafel, als König Vladislav II. Jagiello die Einlösung der an Jan von Lomnitz verpfändeten Herrschaft Brumov durch die Brüder Michal und Štěpán Podmanický von Podmanín bestätigte. Im Jahre 1520 erwarb Jan von Lomnitz die Herrschaft von Michal Podmanický. Nach dem Tode Jaroslavs von Lomnitz erbte 1572 dessen Schwester Magdalena die Herrschaft. Sie war die Ehefrau Heinrichs III. von Münsterberg und verkaufte die Burg Brumov mit allem Zubehör 1574 an Zdeněk Říčanský Kavka von Říčany. Die Kavka von Říčany hielten den Besitz bis 1622, danach erwarb Paul Apponyi de Nagy-Appony Brumov. Zwischen 1626 und 1662 gehörte die Herrschaft Nikolaus und Esther Forgács. In der zweiten Hälfte des 17. Jahrhunderts begann eine Aufteilung Herrschaft unter mehrere Besitzer. 1731 erfolgte eine Dreiteilung der Herrschaft. Dabei kam Nedašova Lhota zur Ersten Herrschaft (Brumov I), deren Besitzer die Grafen Illyesházy waren, die bereits seit 1662 Anteile an der Herrschaft besaßen. Im Jahre 1758 bestand das Dorf aus 58 Häusern. 1790 hatte Nedašova Lhota etwa 400 Einwohner. Seit 1820 ist eine Schule nachweisbar, in der ein Hilfslehrer aus Brumov unterrichtete. 1834 lebten in den 71 Häusern des Dorfes 530 Personen. Die Grafen Illyesházy hielten Brumov I bis 1835, danach kaufte Georg Simon von Sina den Besitz. 
Nach der Aufhebung der Patrimonialherrschaften bildete Nedašová Lhota/Nedaschowa Lhotta ab 1850 eine Gemeinde in der Bezirkshauptmannschaft Uherský Brod. 1868 wurde ein eigenes Schulhaus eingeweiht. Besitzer der Güter war von 1856 bis 1876 Simon von Sina, danach bis 1894 dessen Tochter Josepha Iphigenie. Ihr folgte bis 1921 Anton Dreher. Bei einem Großfeuer wurden 1895 40 Häuser, darunter auch die Schule zerstört. 1901 vernichtete ein weiterer Brand sechs Holzhäuser. Im Jahre 1920 hatte das Dorf etwa 500 Einwohner. 1922 errichtete die Gemeinde in der Ansiedlung Paseky ein Armenhaus. Nach dem Tode des Dreher-Enkels und Universalerben Oskar fielen die Güter 1926 seiner Mutter Edeltruda zu, die sie bis zur Enteignung 1945 besaß. 1933 entstand die Waldgenossenschaft Nebrová, die an das Edeltruda Gräfin Rainer-Harbach gehörige herrschaftliche Forstgut Nebrová angeschlossen war. Seit 1949 war Nedašova Lhota dem Okres Valašské Klobouky zugeordnet. Im Jahre 1950 lebten 760 Personen in dem Dorf. Ende 1960 kam die Gemeinde nach der Aufhebung des Okres Valašské Klobouky zum Okres Gottwaldov. 1976 wurde Nedašova Lhota mit Nedašov und Návojná zu einer Gemeinde Nedašov-Návojná zusammengeschlossen. Diese löste sich 1992 auf, seither bildet Nedašova Lhota wieder eine eigene Gemeinde. Nach der Auflösung der Tschechoslowakei wurde Nedašova Lhota mit Beginn des Jahres 1993 zum Grenzort zu Slowakei.
Die örtliche Freiwillige Feuerwehr besitzt eine vierrädrige Handfeuerspritze aus dem Jahre 1902.

## Gemeindegliederung
Für die Gemeinde Nedašova Lhota sind keine Ortsteile ausgewiesen. Zu Nedašova Lhota gehört die Ansiedlung Paseky (Paseke).

## Sehenswürdigkeiten
- Gezimmerter walachischer Glockenturm aus dem Jahre 1867
- Gehöft Nr. 38, gezimmertes Haus und Scheune in walachischer Bauweise
- Gezimmerte Chaluppe Nr. 105
- Steinerner Glockenturm, erbaut 1933
- Statue des hl. Johannes von Nepomuk, vor dem steinernen Glockenturm
- Steinernes Kreuz im Unterdorf, geweiht 1894
- Denkmal für die Opfer des Ersten Weltkrieges, vor dem Kindergarten, errichtet 1937